# 파벨레츠카야역 (콜체바야선)
파벨레츠카야역(러시아어: Павелецкая)은 모스크바 지하철 콜체바야 선의 역이다. 1950년 1월 1일에 개장했다.

## 환승
파벨레츠카야 역에서는 자모스크보레츠카야 선의 파벨레츠카야 역으로 갈아탈 수 있다.